# Honores del NFL
Los honores de la NFL son un presentación de premios anuales en la liga de futbol nacional americano. La especial de televisión se hace la noche antes del Super Bowl (excepto 2022 cuando se la hizo en un Jueves) en la ciudad afritona y en el mismo network que transmitirá el juego. La presentación es pregrabada para un transmisión del mismo día. 
La edición del 2022 se llevará a cabo en un Jueves, y fue dada a ESPN y ABC, porque la emisora del Super Bowl de 2022, NBC, tiene planes de difundir los Juegos Olímpicos de 2022. 

## Lista de ceremonias
| Ceremonia  | Fecha                 | Ganador del MVP | Espectadores   | Clasificación  | Red de televisión        | Anfitrión          | Sede                                                     |
| ---------- | --------------------- | --------------- | -------------- | -------------- | ------------------------ | ------------------ | -------------------------------------------------------- |
| 1er Anual  | 4 de febrero de 2012  | Aaron Rodgers   | 3.5 millones   | 2.2            | NBC                      | Alec Baldwin       | Teatro Murat, Old National Center, Indianápolis, Indiana |
| 2.º anual  | 2 de febrero de 2013  | Adrian Peterson | 3,8 millones   | 0.9            | CBS                      | Alec Baldwin       | Teatro Mahalia Jackson, Nueva Orleans, Luisiana          |
| 3.er anual | 1 de febrero de 2014  | Peyton Manning  | 3,1 millones   | 0.9            | Fox                      | Alec Baldwin       | Radio City Music Hall, Nueva York                        |
| 4.º anual  | 31 de enero de 2015   | Aaron Rodgers   | 4,7 millones   | 1.2            | NBC                      | Seth Meyers        | Salón Sinfónico de Phoenix, Phoenix, Arizona             |
| 5.º anual  | 6 de febrero de 2016  | Cam Newton      | 4,6 millones   | 1.1            | CBS                      | Conan O'Brien      | Auditorio Cívico Bill Graham, San Francisco, California  |
| 6.º anual  | 4 de febrero de 2017  | Matt Ryan       | 3,2 millones   | 0.9            | Fox                      | Keegan-Michael Key | Teatro Wortham, Houston, Texas                           |
| 7.º anual  | 3 de febrero de 2018  | Tom Brady       | 3.5 millones   | 2.1            | NBC                      | Rob Riggle         | Auditorio Northrop, Minneapolis, Minnesota               |
| 8.º anual  | 2 de febrero de 2019  | Patrick Mahomes | 3,42 millones  | 2.1            | CBS                      | Steve Harvey       | Teatro Fox, Atlanta, Georgia                             |
| 9.° anual  | 1 de febrero de 2020  | Lamar Jackson   | Por determinar | 1.3            | Fox                      | Steve Harvey       | Centro Adrienne Arsht, Miami, Florida                    |
| 10.º anual | 6 de febrero de 2021  | Aaron Rodgers   | Por determinar | Por determinar | CBS                      | Steve Harvey       | Centro Straz para las Artes Escénicas, Tampa, Florida    |
| 11.º anual | 10 de febrero de 2022 | Aaron Rodgers   | Por determinar | Por determinar | ABC, ESPN+ y NFL Network | Keegan-Michael Key | Teatro YouTube, Inglewood, California                    |

## Categorías y premios
- AP NFL premio del Jugador más valioso
- AP premio del entrenador del año (AP NFL Most Valuable Player Award)
- AP NFL Premio del Jugador ofensivo del año (AP NFL Offensive Rookie of the Year Award)
- AP NFL Premio del Jugador defensivo del año (AP NFL rookie of the Year Award)
- Pepsi NFL Premio del novato del año (Pepsi NFL Rookie of the Year Award)
- AP NFL premio del novato ofensivo del año (AP NFL Offensive Rookie of the Year Award)
- AP NFL premio del novato defensivo del año (AP NFL Defensive Rookie of the Year Award)
- AP NFL premio de la aparición del año (jugador)(AP NFL Comeback Player of the Year Award)
- GMC nunca digas nunca momento del año(GMC Never Say Never Moment of the Year)
- NFL.com premio del Jugador fantasia del año  (NFL.com Fantasy Player of the Year Award)
- Walter Payton NFL premio del hombre del año (Walter Payton NFL Man of the Year Award)
- Art Rooney Premio (Art Rooney Award)
- FedEX air y Ground  NFL Jugadores del año (FedEX air & Ground NFL Players of the Year)
- Don Shula NFL premio del entrenador de secundario del año (Don Shula NFL High School Coach of the Year Award)
- Bridgestone premio de la actuación del año (Bridgestone Performance Play of the Year)
- Madden Premio del Protector Más Valioso (2011;han dejado de presentarlo en los honores de la NFL)